# (711) Marmulla
(711) Marmulla es un asteroide perteneciente al cinturón de asteroides descubierto el 1 de marzo de 1911 por Johann Palisa desde el observatorio de Viena, Austria.
Está nombrado por la palabra medieval alemana para mármol.

## Características orbitales
Marmulla forma parte de la familia asteroidal de Flora.